# 恋してナンボ!
『恋してナンボ!』（こいしてナンボ）は、杉山美和子による日本の漫画作品。『ChuChu』（小学館）にて2007年9月号から同年11月号にかけて連載された。

## ストーリー
主人公の平山杏里は、桐谷和也がさゆりが好きだという弱みを握り、それを利用して、森尾へ恋の気持ちを伝えるが玉砕。そのようなことになっているうちに杏里は桐谷のことが好きになる。
一方さゆりは、いつのまにか桐谷が好きになっていた。杏里は桐谷とさゆりが両思いと知りショックを受けながら桐谷とさゆりを応援する。そしてさゆりは桐谷とデートに誘う。なぜか森尾と杏里を入れて四人デートになってしまう。デートの日になってジャンケンで組み分けをする。ジャンケンに負けた桐谷は杏里と行くことになる。最後に杏里たちは観覧車に乗ることになる。杏里はさゆりと桐谷で乗って来いと桐谷に言う。しかし桐谷は杏里を山奥に連れて行き綺麗な花火を見せる。杏里は「本当はさゆに見せるための花火だったんでしょ。こんな事されたら好きになっちゃうじゃん。」と発言する。

## 登場人物
平山 杏里（ひらやま あんり）
恋愛体質のギャル。サッカー部の森尾に恋愛のアタックをするが、桐谷に邪魔をされる。
桐谷 和也（きりや かずや）
生徒会長。平山杏里の恋愛の結果、生徒会に苦情が殺到し、杏里の恋愛の邪魔をする。杏里の友達のさゆりのことが好き。

## 書誌情報
- 杉山美和子 『恋してナンボ!』小学館〈ちゅちゅコミックス〉、2007年12月初版発行、ISBN 978-4-09-131510-6
  - 読みきり作品「だけど、君でなきゃ」「戦場のガールズライフ」を併録[1]